# Jam (Turn It Up)
«Jam (Turn It Up)» es una canción de la personalidad de televisión estadounidense Kim Kardashian. La canción cuenta con voces de fondo del cantautor y productor discográfico The-Dream. La canción fue lanzada en iTunes Store el 2 de marzo de 2011 y la mitad de las ganancias de las ventas de la canción se donaron al St. Jude Children's Research Hospital. Poco después del lanzamiento de la canción, Kardashian confirmó que no tenía planes de lanzar un álbum de larga duración en el corto plazo. Años más tarde, también admitió que se arrepentía de haber grabado la canción.

## Antecedentes
A principios de 2010, Kardashian conoció The-Dream gracias a su amiga, la cantante y compositora estadounidense Ciara. Más tarde ese año, se acercó a ella para proponerle una idea y crear un sencillo debut para ella; al principio se mostró reacia y buscó el consejo de amigos como Kanye West y otros que trabajan en la industria: «Me dieron buenos consejos. Me preguntaron qué hacía para divertirme y dije: 'Voy de compras, salgo con amigos'. Y le dijeron: 'Vamos al estudio por diversión'. Ven a divertirte con nosotros. No pienses demasiado en eso'». Así que después de pensarlo mucho aceptó el reto. The-Dream declararía más tarde que «Este fue un momento muy, muy (lo creas o no) muy divertido para mí. Es uno de mis momentos musicales más ligeros. [...] No se trataba de iniciar una carrera como cantante; realmente fuimos nosotros teniendo el poder de la televisión y perdiendo el tiempo».
Kardashian estrenó la canción por primera vez el 31 de diciembre de 2010 en el club nocturno TAO de Las Vegas. En un video que capturó la presentación de la canción, se ve a Kardashian dando a la multitud una breve introducción antes de lanzarse la nueva canción; «No era mi intención, pero hice esta canción con The-Dream, ¡y es realmente divertida! ¡Espero que les guste!», dijo al público. Titulada «Turn It Up» y escrita por The-Dream y Tricky Stewart, la canción cuenta con sintetizadores y armonías vocales. Se puede escuchar a The-Dream respaldando la voz aireada de Kardashian en el coro de la canción.
Tres meses después, la canción se estrenó durante On Air with Ryan Seacrest, el 2 de marzo de 2011, y fue lanzada en iTunes dos días después. Kardashian también reveló que una parte de las ganancias de las ventas de la canción se donarían al St. Jude Children's Research Hospital. La canción se estrenó en televisión durante el episodio del 6 de marzo de 2011 de Kourtney and Kim Take New York, titulado «Dream a Little Dream». Cuando se le preguntó si se está preparando un álbum, Kardashian respondió: «No hay ningún álbum en proceso ni nada parecido; solo una canción que hicimos para el programa y un video que Hype Williams dirigió, la mitad de las ganancias las donaremos a un Fundación contra el cáncer, porque The-Dream y uno de mis padres fallecieron de cáncer. Todo es divertirse, con una buena causa».

## Recepción crítica
Jiim Farber, escritor de Daily News, le puso una reseña negativa a la canción y la llamó: «un tipo de música dance pop plástica, genérica, sin un solo rasgo definitivo» y sugirió que el sencillo debut convirtió a Kardashian «en la peor cantante del universo de los realities de televisión». La cantante de R&B Keri Hilson dio su opinión sobre el intento de Kim en la industria musical durante una entrevista, diciendo: «No he [seguido la historia] en absoluto, en realidad, pensé que era un rumor, [...] pero bueno, creo todos tenemos derecho a seguir nuestros sueños. Y si eso es parte de su sueño, entonces hazlo. ¿Sabes? No me resentiría con nadie por intentar algo nuevo y nunca se sabe lo que podría pasar. Kim podría descubrir que tiene una nueva pasión».
En una aparición en agosto de 2014 en Watch What Happens: Live de Bravo, Kardashian declaró que el mayor arrepentimiento en su vida fue haber grabado la canción:

«Definitivamente es un recuerdo y fue una experiencia divertida. Dimos las ganancias a una organización contra el cáncer, pero si hay algo en la vida que desearía no hacer... no me gusta cuando la gente se mete en cosas a las que no deberían. Y creo que en eso no debí haberme metido. ¿Qué me dio derecho a pensar que podría ser cantante? Tipo, no tengo una buena voz».

## Desempeño comercial
En su primer mes a la venta, la canción vendió más de 60.000 copias puras en Estados Unidos.

## Video musical
Cuando se informó por primera vez que Kanye West estaba programado para aparecer en un próximo episodio de la nueva serie de telerrealidad de Kardashian, Kourtney and Kim Take New York, la gente no tardó mucho en adivinar que estaban tramando algo musical. «Es un genio musical, así que sería un honor para mí trabajar con Kanye», dijo Kim a MTV News. Más tarde se reveló que estaban trabajando en el video musical de la canción, que fue filmada hasta el 28 de diciembre de 2010 y principios de enero de 2011 en un estudio de grabación de Culver City (California), por el director Hype Williams, pero nunca se lanzó oficialmente. El vídeo también contó con una aparición especial de Kanye West. En marzo, Kim tuiteó imágenes de la filmación del video en las que luce un pelaje blanco y largas trenzas. Algunas imágenes de archivo detrás de escena del video se mostraron en anuncios de Keeping Up with the Kardashians, temporada 6. Según la hermana de Kim, Khloé Kardashian, «el video nunca estuvo destinado a ser reproducido públicamente». Ella continúa: «Lo he visto. Es para morirse. Su cuerpo está increíble, cariño. [...] La canción era para caridad; no le correspondía a ella tener un contrato discográfico. Era algo que sólo quería ser para ella y por diversión, por eso el video lo hizo solo para ella», dijo a MTV News en mayo. Seis meses después del lanzamiento de la canción, el 29 de agosto de 2011, se filtró en Internet un adelanto de cincuenta y cinco segundos del vídeo en contra de sus deseos. El video presenta escenas de Kardashian «engrasada, retorciéndose con un par de diminutos pantalones cortos rosados y una camiseta sin mangas blanca, mostrando el cabello mojado y salvaje, así como una apariencia brillante en su piel; en otra parte del clip, Kim lo intensifica poniéndose un lápiz labial rojo brillante y ultrabrillante y gafas de sol de aviador con espejos gigantes mientras se lame los labios para la cámara y mira sensualmente a la lente. En un momento, la cámara toma una toma del famoso trasero de Kim con un par de pantalones cortos de color rosa neón antes de mostrarla acostada con un revelador top blanco».

## Lista de canciones
Descarga digital
1. «Jam (Turn It Up)» - 4:17
2. «Shake» - 3:08

## Posicionamiento en listas
| Lista (2011)                        | Posición más alta |
| ----------------------------------- | ----------------- |
| US Billboard Bubbling Under Hot 100 | 17                |